# Konstanty Danielewicz
Konstanty Danielewicz (ur. 1809 w Białej Cerkwi, zm. 27 marca 1842 w Monachium) – polski filozof, heglista.

## Życiorys
Pochodził z rodziny lekarskiej. W Lublinie ukończył szkołę średnią. W 1827 rozpoczął studia na Uniwersytecie Warszawskim, gdzie zapoznał się z Zygmuntem Krasińskim (relegowano go w listopadzie 1828). Wraz z Konstantym Gaszyńskim stanął w obronie Krasińskiego podczas zajść na Uniwersytecie Warszawskim 14 marca 1829. Leon Łubieński znieważył wówczas Krasińskiego, który jako jeden z nielicznych nie brał udziału w patriotycznej manifestacji, w jaką przerodził się pogrzeb senatora Piotra Bielińskiego (był w tym kierunku naciskany przez ojca).
Rozpoczął pracę jako aplikant Wydziału Skarbowego Komisji Wojewódzkiej Lubelskiej. Walczył w powstaniu listopadowym i został ranny podczas bitwy pod Ostrołęką. Po upadku powstania wyjechał wraz z Krasińskim z kraju i towarzyszył mu jako powiernik w europejskich podróżach. Pośredniczył w niełatwych relacjach Krasińskiego z ojcem. Był mentorem poety w zakresie heglizmu i recenzentem jego projektów artystycznych. Zmarł przedwcześnie po ciężkiej chorobie w Wielkanoc. Zygmunt Krasiński poświęcił zmarłemu przyjacielowi wiersz Fryburg. Danielewicza pochowano go w katakumbach monachijskiego Starego Cmentarza Południowego. Neogotycką tablicę nagrobną ufundował Krasiński. 
Od 1840 był narzeczonym Delfiny Schaunroth-Hill Handley, damy dworu i pianistki królowej bawarskiej.

## Dzieła
Do jego głównych dzieł należały trzy niedokończone rozprawy filozoficzne:
- O odbiciu się historii w poezji,
- Historyczna zasada: "Jako rozłożoną na przestrzeń widzimy ludzkość w czworakiej głównej towarzyskiej postaci",
- O woli[3].

Wydano je we fragmentach z inicjatywy Krasińskiego w latach 1842-1844 w ramach "Biblioteki Warszawskiej". Był współwydawcą czasopisma „Pamiętnik dla Płci Pięknej” o charakterze literackim (poezja, proza, recenzje).
W swoich pracach próbował połączyć poglądy Georga Wilhelma Friedricha Hegla i Augusta Cieszkowskiego. Dowodził słabości zasady heglowskiej w postaci czystej, wysuwając postulat uzupełnienia filozofii teologią. Twierdził, że motorem dziejów jest wola, natomiast jej źródłem – Bóg.